# Otophryne
Az Otophryne a kétéltűek (Amphibia) osztályába, valamint a békák (Anura) rendjébe és a szűkszájúbéka-félék (Microhylidae) családjába tartozó nem.

## Előfordulása
A nembe tartozó fajok Kolumbiában, Venezuela keleti részétől Guyanáig és Brazília szomszédos területeiig honosak.

## Rendszerezés
A nembe az alábbi fajok tartoznak:
- Otophryne pyburni Campbell & Clarke, 1998
- Otophryne robusta Boulenger, 1900
- Otophryne steyermarki Rivero, 1968